# Nigra sum

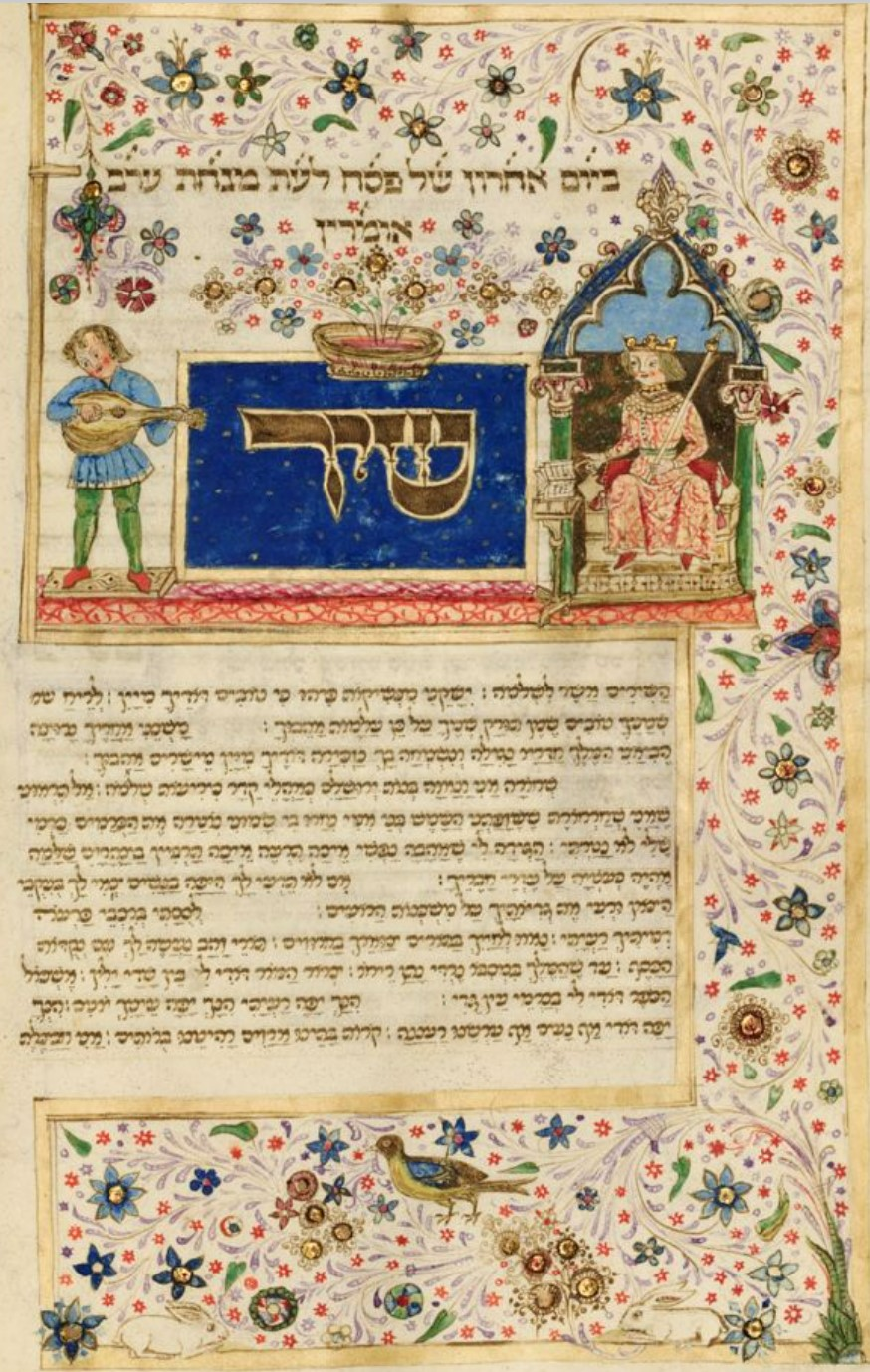
L'incipit du Cantique des cantiques (Florence, 1492), Tel Aviv, musée de la Diaspora.

Nigra sum, sed formosa (« Je suis noire mais belle » en latin) est un vers de la Vulgate, traduction de la Bible par Jérôme de Stridon. Elle figure dans le Cantique des cantiques (1:5) qui fait partie des « livres poétiques » de l’Ancien Testament. Or le texte d'origine, en hébreu, est différent. Il y est écrit : « Je suis noire et belle ».
L'expression Nigra sum a inspiré de nombreuses œuvres musicales.

## Le texte de la Vulgate
Le texte vient de la traduction de la Bible hébraïque ou Ancien Testament, le Cantique des cantiques (שיר השירים, Chir HaChirim) (Ct 1:5) qui est un poème interprété symboliquement chez les Juifs comme une déclaration de l'amour entre Dieu et son peuple Israël, et expliqué chez les chrétiens comme la comparaison de l'amour de l'homme pour sa fiancée avec l'amour du Christ pour son Église.
| « Nigra sum sed formosa, filiæ Jerusalem. Ideo dilexit me Rex et introduxit me in cubiculum suum. Et dixit mihi : surge et veni amica mea. Jam hiems transit imber abit et recessit. Flores apparuerunt in terra nostra. Tempus putationis advenit. Alleluia. » |  |  | « Je suis noire mais je suis belle, filles de Jérusalem. Aussi le roi m'a-t-il aimée et conduite dans sa chambre. Et il m'a dit : « Lève-toi, mon amie, et viens. L'hiver enfin s'en est allé, la pluie nous quitte et s'éloigne, les fleurs sont apparues sur notre terre, le temps de la taille est venu. Alléluia. » |

## La traduction duwaw
Dans ce poème d'amour allégorique issu de la Bible hébraïque, le vers se présente ainsi :
- Texte hébraïque : שחורה אני ונאוה, chehora ani ve nava : « je suis noire et belle »[2] (coordination des deux adjectifs). La lettre waw, agglutinée à l'adjectif nava, signifie « et » en hébreu[3].
- Traduction latine : Nigra sum sed formosa : « Je suis noire mais belle »[4] (opposition des deux adjectifs). Le mot sed, en latin, signifie « mais ».

La Septante est fidèle à l'original : μέλαινα εἰμί καί καλή, melaina eimi kai kalê (« je suis noire et belle »). 
Toutes les versions postérieures à la Vulgate traduisent pendant des siècles, au moins par tradition, une opposition entre « noire » et « belle » en utilisant « mais / cependant / néanmoins », une « opposition sémantique entre l’idée de noirceur et celle de beauté », alors que littéralement et originellement, il n'existe qu'un lien additif et même d'enchérissement dans le texte hébraïque grâce à la lettre ו vaw (« et »), conjonction de coordination qui lie les deux adjectifs qualifiant la bienaimée.
Les Pères de l'Église ont donné une interprétation théologique à ce « mais », ainsi que l'a rappelé Joseph Ratzinger devant la Commission théologique internationale en 2000 :

« Les Pères de l’Église ont trouvé un résumé du paradoxe que sont la faute et la grâce dans la parole de l’Épouse du Cantique des Cantiques : "Nigra sum sed formosa" - "je suis souillée par les péchés, mais belle", belle malgré tout, par ta grâce et par tout ce que tu as fait. L’Église peut franchement, et avec confiance, confesser les péchés du passé et du présent, en sachant que le mal ne la détruira jamais complètement, en sachant que le Seigneur est plus fort et qu’il la renouvelle, pour qu’elle soit un instrument des bienfaits de Dieu dans notre monde. »

## Judaïsme
Dans le judaïsme, le Cantique des Cantiques (Chir HaChirim) - qui fait partie du canon des Écritures juives - est lu depuis le Ier siècle à la synagogue lors du Shabbat de Pessa'h (soit le 7e jour de la fête) et dans la tradition séfarade, lors de l’office de chaque vendredi soir, afin d'accueillir dignement la « fiancée Shabbat » - bien que le rituel ashkénaze ne l'exclue pas,. Alors que le Talmud  parle déjà « d’un accueil du Shabbat qui se fait sur le mode nuptial », les kabbalistes opèrent, depuis le XVe siècle, une identification des éléments du Cantique en personnalisant clairement la Fiancée, la Shekinah et le Shabbat.
Sa « cantilation est précédée par la prière : «Viens, mon Bien-aimé, au devant de la Fiancée, le Shabbat paraît, allons le recevoir... » (Lekha Dodi…). Ensuite, le Cantique est psalmodié ». S'il n’est pas possible de dire tout le Cantique, le rituel conseille une prière composée de quatre versets du Cantique.

## Catholicisme
Dans le catholicisme, cette antienne est chantée aux Vêpres, dites « Vêpres de la Très Sainte Vierge », après le psaume 112 (en) (Laudate pueri) et le psaume 121 (Lætatus sum), qu'elle introduit.

## Œuvres littéraires
Dans le roman français Une vieille maîtresse de Jules Barbey d'Aurevilly, de 1851, il est écrit : « [...] la nuit s'avançait, noire, mais belle, comme la Fille du Cantique des cantiques. », qui est une référence explicite au verset cité.

Les vers d'un poème pétri d'oxymores de Charles Baudelaire lui font écho : 
« Elle est belle, et plus que belle : elle est surprenante. En elle le noir abonde : et tout ce qu'elle inspire est nocturne et profond. Ses yeux sont deux antres où scintille vaguement le mystère, et son regard illumine comme l'éclair : c'est une explosion dans les ténèbres.

Je la comparerais à un soleil noir, si l'on pouvait concevoir un astre noir versant la lumière et le bonheur...».
Nigra sum sed formosa est le titre du chapitre dans lequel est donnée la description de l'héroïne du roman d'Auguste de Villiers de l'Isle Adam de 1886, L'Eve future.

## Œuvres musicales

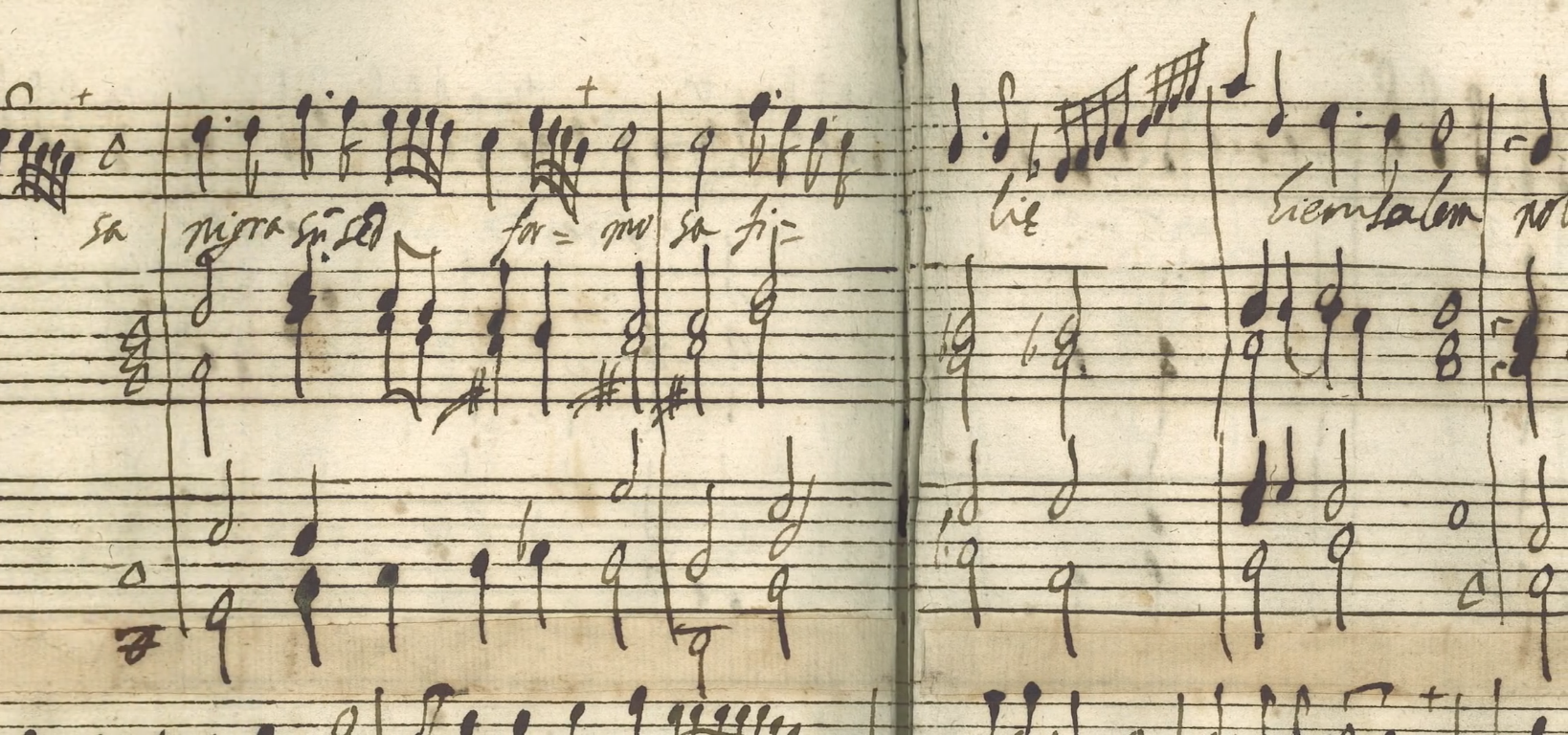
Incipit de la partition du Nigra sum de Carlo G., c. 1620.

L'antienne Nigra Sum a été mise en musique par de nombreux compositeurs, notamment :
Motets :
- Jean Lhéritier : Nigra sum (1532).
- Andreas de Silva, Nigra sum (ca1510-1530)
- Jacob Clemens non Papa ou bien, selon les musicologues, Crecquillon : Nigra sum (1554).
- Gioseffo Zarlino : Nigra sum (1549[15],[16]).
- Giovanni Pierluigi da Palestrina : Nigra sum, motet à 5 voix, vol. 4[17].
- Tomás Luis de Victoria : Nigra sum[18] à 6 voix (1572).
- Claudio Monteverdi (1567-1643) : Nigra sum, pour voix de ténor et basse continue, traité comme un madrigal dans les Vespro della Beata Vergine (1610[19],[20]).
- Francesco Dognazzi (1585 – ca1644),  Nigra sum , extrait des Motetti a una, due, tre et quattra voci col basso continuo et per l’organo. Venezia, Giacomo Vincenti, 1618[21].
- Giacomo Carissimi : Nigra sum à 2 voix et basse continue (Rome, 1650[22]).
- Alessandro Scarlatti : Nigra sum[23], vers 1700.
- Pablo Casals : Nigra sum, pour chœur d'enfants ou de femmes à 3 voix et orgue (Prades, 1943[15]).
- Bernard Foccroulle : Nigra sum pour soprano, cornet et orgue[24], créé le 16 septembre 2012 sur l'orgue Thomas d'Orp-le-Grand[25].

Messes :
- Giovanni Pierluigi da Palestrina : Missa "Nigra sum"[17].
- Joachim Brille, Missa quatuor vocum ad imitationem moduli Nigra sum, messe à 4 voix, à l'imitation de la mélodie [de plain-chant] « Nigra sum ». Éditée à Paris chez Robert III Ballard, 1668. 2°, 14 f.

## Discographie
(sélection)
- Andreas de Silva, Motet « Nigra Sum » sur Palestrina Masses par The Tallis Scholars (1986, Gimell CDGIM 003) (OCLC 775032941)
- Palestrina et Victoria, Messe et motets, par The Tallis Scholars, dir. Peter Philips (1983).
- Pablo Casals, Nigra sum, par la Maîtrise Notre-Dame de Brive (2004, Codamusique 200402).
- Bernard Foccroulle : Nigra sum, Alice Foccroulle, Lambert Colson, Bernard Foccroulle (2012)[26].
- Monteverdi, Vespro Della Beata Vergine, par Les Arts florissants, dir. William Christie (1998, Erato, 3984-23139-22015).